# Augustijnenabdij Zonnebeke
De Augustijnenabdij in Zonnebeke is een verdwenen abdij uit Zonnebeke, West-Vlaanderen. De abdij situeerde zich in de omgeving waar vandaag de Onze-Lieve-Vrouwekerk staat. Die kerk bevindt zich op de locatie van de vroegere abdijkerk. De abdij werd tijdens de Franse Revolutie afgebroken. 

## Geschiedenis

### Ontstaan
Een eerste vermelding van de abdij dateert uit 1072, het betreft een oorkonde van bisschop Drogo van Terwaan. Op verzoek van Fulpoldus, de heer van Rollegem, die er verbleef, werd een kapittel gesticht van drie kanunniken verbonden aan de plaatselijke Onze-Lieve-Vrouwekerk. Zo ontstond een klooster dat later invloedrijk en machtig zou worden.
Aanvankelijk waren de kanunniken seculiere of wereldlijke geestelijken die het soms niet nauw namen met celibaat- en armoederegels. In 1142 werd het kapittel omgevormd tot abdij, een regulier kapittel van geestelijken die in gemeenschap wilden samenleven volgens de Regel van Augustinus. Het ging hem om algemene richtlijnen, waarbij ieder gasthuis zijn klemtonen kon leggen, maar gekenmerkt door praktische hulp voor (arme) zieken. Gebedsdiensten waren kort en werden desnoods overgeslagen als de taken hen daartoe verplichtten. Contemplatie en actie vormden een harmonieus geheel.
Tussen 1143 en 1300 verwierf de abdij, vooral door schenkingen, honderden hectaren onroerend goed. Zo werd ongeveer de helft van Zonnebeke eigendom van de abdij, maar ook ver daarbuiten, tot in Noord-Frankrijk, werd eigendom verkregen. Zo verwierf de abdij wereldlijke macht. Economisch werden inkomsten gehaald uit het innen van tienden, rentes, pachten. In 1354 kocht de abdij een ‘refuge’ of toevluchtshuis binnen de veilige stadswallen te Ieper.

### Woelige tijden
Op 15 augustus 1566 werd de abdij overvallen en verwoest door opstandelingen: de Beeldenstorm. Een groep van zowat 3.000 man uit het Ieperse ging aangevoerd door calvinistische predikanten, aan het plunderen. Gewapend trokken ze in verscheidene groepen naar parochiekerken en kloosters in geheel de Westhoek. Ze sloegen in de kerken de inboedel kort en klein. De Zonnebeekse abdijen (ook de Nonnebossenabdij) en de kerk ontsnapten niet aan de furie: een groep onder leiding van Ieperling Sebastiaan Matte liet weinig heel.
Vanaf 7 april 1577 verlieten de Spaanse regeringstroepen het land. Opnieuw werd de katholieke eredienst onteerd en ontheiligd. Priesters werden vermoord en kerken geplunderd. Op 20 juli 1578 belegerde een leger van de Gentse Republiek Ieper. Op 22 december 1579 werden de Zonnebeekse Augustijnenabdij en de kerk in brand gestoken en ten gronde vernield. Ook boerderijen (waaronder de hofstede van de abdij) gingen in vlammen op en de burgers vluchtten. Het leidde tot een langdurige ontvolking van de streek. 

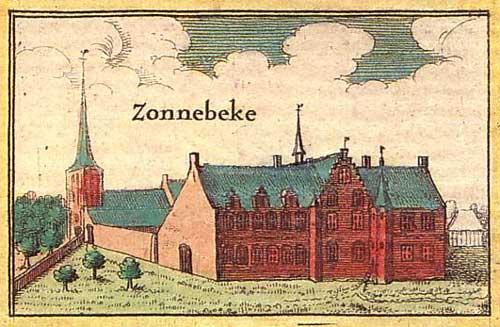
Ingekleurde gravure van Joan Blaeu, 1641; Detail van de kaart "De Casselrie van Ipre" (Amsterdam, "Atlas Maior"), overgenomen door Antonius Sanderus voor zijn "Flandria Illustrata" (1662).

Omwille van de onlusten werd de abdij van 1584 tot 1608 verlaten. De paters namen hun intrek in de refuge binnen de stadswallen van Ieper. In 1608 werd de adellijke Carolus de Boisot de nieuwe abt. Hij kwam van de priorij van Groenendaal. Hij liet de abdij en de kerk heropbouwen en de paters herwonnen moed dankzij zijn uitzonderlijke leiderscapaciteiten. In 1609 kwamen de paters naar Zonnebeke terug en er braken betere tijden aan. In 1698 kocht abt Jacobus Piers de heerlijke rechten af van de heer van Rolleghem, Jozef Karel Franciscus de Trammecourt. Vanaf nu is de abt de enige heer van Zonnebeke en bezitter van bijna het volledige grondgebied. De abdij verwerft onder andere het oorspronkelijke mottekasteel aan de overkant van de Ieperstraat. In hetzelfde jaar, op 16 maart, stort de toren van de kerk neer, wellicht het gevolg van een aardbeving zes jaar eerder. De toren werd in 1706 herbouwd met de financiële hulp van de parochianen.

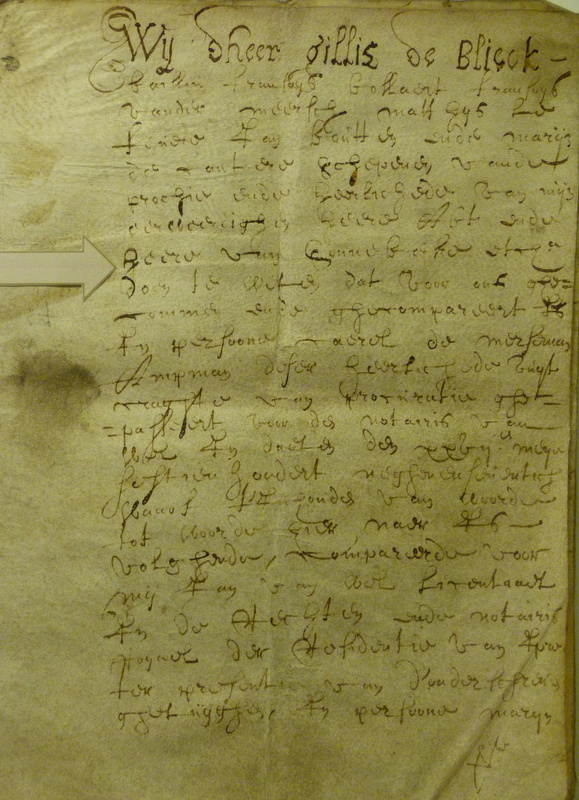
Akte met vermelding abt van Zonnebeke als Heer van Zonnebeke (1679)

### Franse Revolutie
In 1794-1795 veroverde Frankrijk de Zuidelijke Nederlanden. Met de wet van 1 september 1796 werden alle geestelijke orden en congregaties, kloosters, abdijen, priorijen en kapittels van reguliere kanunniken, afgeschaft. Al hun bezittingen werden ten voordele van de Staat verbeurd verklaard. Op 4 februari 1797 werd de Zonnebeekse Augustijnenabdij afgeschaft en de kloosterlingen werden met geweld verdreven.
Ondanks de protesten van de bewoners van de abdij, gingen op 21 december 1797 de kloostergebouwen en gronden onder de hamer, ten voordele van de overheid. Elke geestelijke mocht zijn goederen opeisen die tot persoonlijk gebruik dienden.
Alleen de abdijkerk met wat grond errond (onder andere het kerkhof) werd gespaard. De lasten hiervan moesten door de gemeente Zonnebeke worden gedragen. Kortrijkzaan Jean-Baptiste De Laveleye werd de nieuwe eigenaar van de abdij en de omliggende gronden.

### Na de Franse Revolutie
In het eerste kwart van de 19de eeuw werd het abdijcomplex afgebroken behalve de kerk, de abtswoning en de abdijhoeve. De Laveleye verbouwde het complex grondig, zodat er niets zou herinneren aan het religieuze verleden van de gebouwen.
In 1841 verwierf de Ieperse adellijke familie Iweins het complex bij openbare verkoop.

### Eerste Wereldoorlog en heropbouw

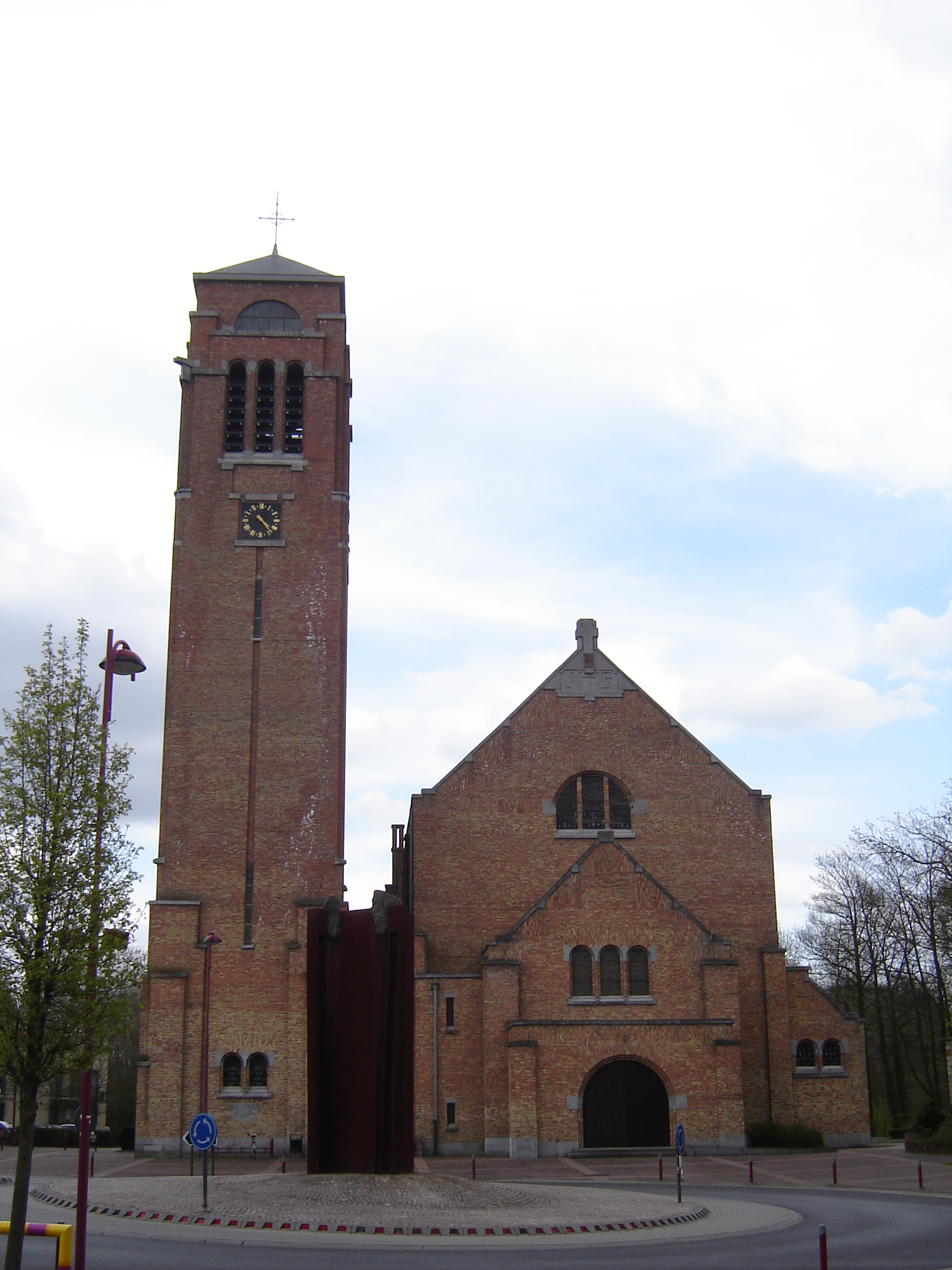
Huib Hoste en Jules Fonteyne. Onze-Lieve-Vrouwekerk, Zonnebeke uit 1924 is een van de eerste ontwerpen van Huib Hoste die hij maakte na zijn terugkeer in België. Opvallend zijn de thermenvensters die kunnen duiden op Angelsaksische (palladiaanse) invloed.

Tijdens de Eerste Wereldoorlog was de streek het toneel van hevige gevechten. Er bleef geen steen op elkaar staan en zo verdwenen de ruïnes compleet.
Tussen november 1917 en april 1918 bouwden de geallieerden onder de kerk een dug-out. De constructie bevindt zich stevig onder de vooroorlogse kerk, en noopte wellicht architect Huib Hoste om de huidige parochiekerk noordoostelijker te bouwen.

## Kloosterleven

### Kloosterbevolking
Bij de oprichting was er voldoende kapitaal voor het onderhoud van 3 kanunniken. Gedurende gans de geschiedenis schommelde dit aantal tussen 5 en maximaal een twintigtal geestelijken, afhankelijk van de financiële draagkracht van de abdij en de godsdiensttroebelen.
Aan het hoofd stond de abt, met naast hem de prior. Toch konden deze niet eigenhandig belangrijke beslissingen aangaande gans de kloostergemeenschap nemen. Daartoe werd het kapittel bijeengeroepen, waar in gemeenschap beslissingen werden genomen. Ook het dagelijks beheer van de abdij werd er besproken. Voor Zonnebeke bleven er geen kapittelverslagen bewaard.

### Kloosterloopbaan
Na de wens van een kandidaat-geestelijke, werd hij eerst een half jaar geobserveerd door de novicemeester. Niet iedereen werd echter toegelaten: zwaar zieken, zwervers, gehandicapten, geëxcommuniceerden, … werden geweerd. Naar opleidingsniveau toe waren er echter geen vereisten.
Daarna diende de kandidaat zelf een verzoekschrift tot noviciaat in. Na dat proefjaar was hij vrij het klooster te verlaten, of kon hij overgaan tot het afleggen van de eeuwige kloostergeloften van armoede, kuisheid en gehoorzaamheid. 
In totaal waren er een zevental kerkelijke wijdingen mogelijk.
Deels uit financiële overwegingen, deels uit een morele verplichting, vervulden de kanunniken ook diensten buiten de abdij, in omliggende parochies (maar ook tot ver daarbuiten), waar er wegens de godsdiensttroebelen geen priesters of kerkgebouwen  meer waren. Dit was echter niet altijd zonder gevaar voor hun leven of het strikt naleven van hun kloostergeloftes.

### Onderwijs
Alhoewel aan de abdij nooit een belangrijke onderwijsinstelling was verbonden, was ze wel belangrijk: enerzijds tegenover de kandidaat-novices die er hun opleiding genoten, anderzijds door het aanstellen van de scholaster, die instond voor de organisatie van het onderwijs op de diverse locaties waar de abt van de abdij het patronaatsrecht over uitoefende (o.a. in Bikschote, Roeselare, Oostnieuwkerke, Beselare en Zonnebeke zelf)

## Bouwhistoriek
De Onze-Lieve-Vrouwekerk, gebouwd in de eerste helft van de 11de eeuw, was een romaanse kruiskerk: ze bestond uit een driebeukige constructie, opgetrokken in ijzerzandsteen. Op de transepten stonden halfronde apsissen. 
De eerste abdijgebouwen dateren van een eeuw later, en waren aangebouwd tegen de zuidkant van het koor en het transept. In de tweede helft van de 13de eeuw werd de abdij middels een bakstenen abdijvleugel aanzienlijk groter. 
Het koor van de kerk werd eind 15de eeuw vergroot, en hiertegen bouwde men een sacristie.
Na de godsdienstperikelen in de tweede helft van de 16de eeuw, dienden de kerk en abdijgebouwen quasi vanaf de funderingen heropgebouwd te worden.
Daarbij kregen het koor en de sacristie tussen 1767 en 1770 een volgende uitbreiding.
Na de Franse Revolutie werden de abdijgebouwen grotendeels afgebroken. De abdijkerk bleef behouden als parochiekerk, en kreeg nog een ruime aanpassing, met westelijke toren, in de tweede helft van de 19de eeuw.

## Relicten
Er werden bouwmaterialen van de abdij gerecupereerd voor de uitbouw van het kasteel en de bijgebouwen door de familie Iweins, en na de Eerste Wereldoorlog bleef er helemaal niets meer over: gans Zonnebeke was van de kaart geveegd. 
Tijdens vier archeologische opgravingscampagnes tussen 1985 en 1991 werden de funderingen van de abdij blootgelegd. Ook de dug-out onder de kerk werd herontdekt. De constructie werd achteraf terug afgesloten, alleen de zuidoostelijk toegang tot de dug-out is vrijgemaakt.
Wel werd in 2012 een abdijtuin aangelegd in het kasteelpark (dat ondertussen eigendom geworden was van de gemeente Zonnebeke). Het toont een vereenvoudiging van de 11de-eeuwse romaanse kruiskerk, met kooruitbreiding uit de tweede helft van de 18de eeuw, de kapittelzaal (2de helft 13de eeuw), met daarboven een slaapzaal en de uit dezelfde periode daterende pandtuin, die eveneens dienstdeed als kerkhof voor de kloosterlingen. 
Westwaarts, over de toegangsweg naar het kasteel, de abtswoning, een schuur, het poortgebouw, een woonhuis met stallingen, de duiventoren en een tweede schuur.
Dit alles wordt gevisualiseerd, gebruikmakend van diverse vloerverhardingen, borduurstenen en hagen. Twee infoborden geven hierover toelichting.
De grondvesten van het middeleeuws hoofdgebouw (in heropgebouwde afbeelding van Sanderus in 1641 te zien), bevinden zich echter op private eigendom (apotheek), en zijn niet gevisualiseerd.
Op de plaats van de vroegere kapittelzaal zijn enkele architectuurresten te zien: twee massieve arduinstenen, één met Latijnse inscriptie, en enkele segmenten van 3 ronde zuilen in Atrechtse zandsteen. Vermoedelijk alle afkomstig uit de 17de-eeuwse uitbreiding.

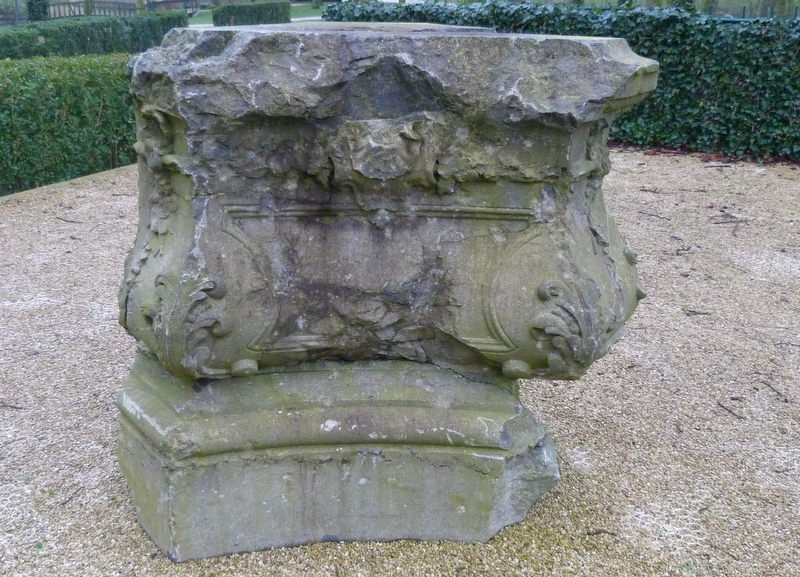
Massieve arduinsteen met schelp- en bladmotieven en Latijnse inscriptie (abdijtuin kasteelpark Zonnebeke)

## Archief
Een omvangrijk deel van dat abdijarchief werd sinds 1796 bewaard in het Grootseminarie van Brugge.
Het aldus bewaarde archief van de augustijnenabdij van Zonnebeke is niet alleen een zegen voor het onderzoek naar de abdijgeschiedenis zelf, maar eveneens voor het onderzoek betreffende heel wat plaatsen in Vlaanderen of zelfs daarbuiten.
Van 2004 tot 2008 werd, onder impuls van de heemkundige kring van Zonnebeke, de Zonnebeekse heemvrienden, in samenwerking met onder andere de gemeente, de provincie West-Vlaanderen en de Katholieke Universiteit Leuven Campus Kortrijk, het archief gedigitaliseerd, onder de naam DOZA: "Digitale Ontsluiting van het Zonnebeeks Abdijarchief".
Dit project gaf aanleiding tot een nieuwe publicatie over de Augustijnenabdij van Zonnebeke: “Het verhaal van de Zonnebeekse Augustijnenabdij, 1072-1796. Een bijdrage tot de Vlaamse Kloostergeschiedenis.” Zowel het DOZA-project als het boek staan onder leiding van professor Paul Trio, Zonnebekenaar van afkomst en hoogleraar middeleeuwse geschiedenis aan de Katholieke Universiteit Leuven Kulak. Naast professor Paul Trio zijn ook Franky Bostyn, gewezen conservator van het Memorial Museum Passchendaele 1917 en Marjan De Smet, fulltime medewerkster aan het DOZA-project, medeauteurs van het boek. 

## Abten
- ....1200.... Frumaldus
- ....1306.... Hugo
- ....1432.... Joannes Ladinoet
- 1549-1568 Jan Joannes Calin
- 1568-???? Nicolaus Ogiers
- 1578-1578 - De abdij brandt af
- 1584-1608 - De abdij staat leeg
- 1608-???? Carolus de Boisot
- ????-1652 Bernardus de Hane
- 1652-1652 Guilielmus van Houcke (Hazebrouck, 1589-Zonnebeke, 27 juni 1652)
- 1652-1658 Hubertus Wicart (Rijsel, c. 1589-5 december 1658)
- 1659-???? Melchior David (Hondschote-Ieper, 3 januari 1670)
- 1698-???? Jacobus Piers
- 1711-1751 Patricius Holvoet (Ledegem, 1 maart 1665-Zonnebeke, 1751)
- 1751-???? Jean-Baptiste de Vos
- ????-1794 Alipius Vanlerberghe (????-1794)
- 1794-179? Joannes-Baptiste Bossuyt (????-Izegem, april 1797), als voorzitter in afwachting nieuwe abt.